# شی‌ایزاکی جیرو
شی‌ایزاکی جیرو (椎崎二郎, Shiizaki Jirō؛ ۳۰ سپتامبر ۱۹۱۱ – ۱۵ اوت ۱۹۴۵)، پرسنل نظامی در نیروی زمینی امپراتوری ژاپن در طی جنگ جهانی دوم بود.
وی به عنوان عضوی از کارکنان بخش امور داخلی بخش امور جنگ اداره امور نظامی خدمت می‌کرد. شی‌ایزاکی یکی از چندین عضو این ستاد بود که در کودتا یا حادثه کیوجو در اوایل صبح ۱۵ اوت ۱۹۴۵، روزی که امپراتور تسلیم ژاپن را اعلام می‌کرد شرکت کرد.
کودتا در درجه اول توسط سرگرد هاتاناکا کنجی سازماندهی شد، و اگرچه تعداد زیادی از مردان در یک نقطه یا مکان‌های دیگر در طرح‌ریزی این کودتا شرکت داشتند، شی‌ایزاکی یکی از معدود افرادی بود که در اوج این اقدام شرکت داشت. شورشیان، با کمک اولین لشکر گارد امپراتوری، کاخ امپراتوری توکیو را تصرف کردند، امپراتور هیروهیتو را در حبس خانگی، نگه داشتند، و تلاش کردند تا نوار ضبط‌های سخنرانی تسلیم شدن یا پخش صدای جواهر امپراتور را از بین ببرند.
حدود ساعت هفت صبح ۱۵ اوت، طرح شروع به خراب شدن کرد. ژنرال تاناکا شیزوایچی، فرمانده ارتش منطقه شرقی (ژاپن)، وارد قصر شد و توطئه‌گران را در قبال وظیفه خود در قبال کشورشان مورد شماتت قرار داد و خواستار این شد که بی‌حرمتی ناشی از خیانت آنها فقط از طریق هاراکیری برطرف شود. شی‌ایزاکی به همراه تعدادی دیگر صبح همان روز در محوطه کاخ امپراتوری دست به خودکشی آیینی زدند.